# Georg Christian Oeder
Georg Christian Oeder (Ansbach, 3 de fevereiro de 1728 – Oldemburgo, 28 de janeiro de 1791) foi um botânico, médico, economista e reformador social dinamarquês de origem alemã.
Foi nomeado professor de Botânica com a finalidade de dirigir a publicação da Flora Danica e de refundar o Jardim Botânico de Copenhaga - o Botanisk Have.

## Obra de Georg Christian Oeder
- Iniciou e dirigiu a publicação da Flora Danica - um atlas botânico com  ilustrações monumentais documentando a flora do Reino da Dinamarca, incluindo Schleswig-Holstein e Oldenburg-Delmenhorst, assim como a Noruega, a Islândia, as ilhas Faroé, a Islândia e a Groenlândia.
- Dirigiu a refundação do Jardim Botânico de Copenhaga em 1752
- Participou na Comissão da Reforma Agrária (Landkommissionen - 1770)
- Extraiu dados do primeiro Censo da Dinamarca em 1791, que foram usados para reformas socuais e de beneficências na época, e hoje ainda são utilizados pelos genealogistas.
- Foi um conferencista e ativista das reformas sociais e dos direitos sociais da população rural.